# Торфяное (станция)
Торфяно́е — железнодорожная станция на московском направлении Санкт-Петербургского отделения Октябрьской железной дороги. Располагается на территории Успенского сельского поселения Чудовского муниципального района Новгородской области у населенного пункта Торфяное, неподалёку от северо-восточной окраины деревни Придорожная, в 800 м к северо-востоку от автодороги М10 (E 105) и в 1,5 км к юго-востоку от автодороги А115.
Название станции и посёлка при станции происходит от деревни Торфяное, расположенной в 1,3 км к северо-востоку.
На станции останавливаются все проходящие через неё электропоезда, за исключением ускоренного поезда №711/712 Санкт-Петербург — Бологое — Санкт-Петербург. Для некоторых рейсов из Санкт-Петербурга станция является конечной. Также на станции останавливается фирменный двухэтажный поезд № 005А Санкт-Петербург — Москва (остановка техническая, длительностью 12 минут, посадка и высадка пассажиров не производится).

### Расписание электропоездов
- Расписание электропоездов на сайте СЗППК
- Расписание электропоездов на Яндекс. Расписаниях
- Расписание электропоездов на tutu.ru